# Westermarsch (Vogelschutzgebiet)
Das Vogelschutzgebiet Westermarsch (Kennung V 03) ist ein Vogelschutzgebiet im Landkreis Aurich des Bundeslandes Niedersachsen. Es ist etwa 2.538 Hektar groß, liegt vollständig auf dem Gebiet der Stadt Norden in Ostfriesland und ist in großen Bereichen deckungsgleich mit dem gleichnamigen Landschaftsschutzgebiet, das zum Schutz des Vogelschutzgebietes eingerichtet wurde.

## Beschreibung des Gebiets
Das Vogelschutzgebiet liegt binnendeichs im Bereich der Leybucht westlich der Stadt Norden. Seeseitig grenzt es an den Nationalpark und das EU-Vogelschutzgebiet Niedersächsisches Wattenmeer an. Naturräumlich gehört das Gebiet zu den Emsmarschen, wird aber den Seemarschen zugerechnet. Es ist durch offenes Marschland geprägt. Im Schutzgebiet liegen mehrere Ortschaften und verstreute Gehöfte. Die Westermarsch ist durch alte Deichlinien und zahlreiche schilfbestandene Gräben gegliedert. Durch starke Entwässerung ist auf etwa 60 Prozent der Fläche eine großflächige intensive landwirtschaftliche Nutzung möglich. Stellenweise ist altes Marschengrünland erhalten.

## Flora und Fauna
Im  Bereich der Leybucht fehlen Deichvorländer. Dadurch ist die Westermarsch ein bedeutender Hochwasserfluchtplatz sowie wichtiges Rast- und Überwinterungsgebiet für nordische Gänse und Limikolen. Für Nonnengänse hat das Gebiet nach Ansicht des Niedersächsischen Landesbetrieb für Wasserwirtschaft, Küsten- und Naturschutz (NLWKN) eine internationale Bedeutung. Es ist zudem ein wichtiges Rast-, Überwinterungs- und Nahrungsgebiet für viele Wat- und Wasservögel (z. B. Goldregenpfeifer, Großer Brachvogel, Grau- und Ringelgans).
Im Offenland brüten Wiesenweihe, Schafstelze und Kiebitz, in den Gewässern Stockente und Blässhuhn. Die Gebüsche und Röhrichte der Westermarsch sind das Brutgebiet von Schilfrohrsänger, Blässhuhn und Weißstern-Blaukehlchen. Als Gastvögel kommen Entenvögel wie Stockente, Reiherente, Eisente, Blässgans, Graugans, Waldsaatgans, Ringelgans, Nonnen- oder Weißwangengans, Limikolen wie Alpenstrandläufer, Austernfischer, Goldregenpfeifer, Großer Brachvogel, Kiebitz sowie das Blässhuhn vor.

## Gefährdung und Konflikte
Nach Ansicht des Landkreises Aurich ist das Gebiet durch die zunehmende Erschließung des Gebietes, Nutzungsintensivierung und Änderung der Nutzungsart auf landwirtschaftlichen Flächen, Flächenzusammenlegungen, Intensivierung der Grabenunterhaltung und  Entwässerung gefährdet. Konflikte ergeben sich aus dem starken Aufkommen der Nonnengänse, deren Fressverhalten zu Schäden an den landwirtschaftlichen Kulturen führt. Um dieses Problem zu lösen, hat die Unteren Naturschutzbehörde des Landkreises einen  Arbeitskreis aus Naturschutz und Landwirtschaft eingerichtete.